# Patis
Patis este un oraș în Minas Gerais (MG), Brazilia.